# كامالا هاريس
كمالا ديفي هاريس (20 أكتوبر 1964)، هي سياسية ومحامية أمريكية شغلت منصب نائب رئيس الولايات المتحدة التاسع والأربعين من عام 2021 حتى 2025، في عهد جو بايدن. وهي أول امرأة، وأول أمريكية من أصل إفريقي، وأول أمريكية من أصل آسيوي تتولى منصب نائب رئيس الولايات المتحدة، كما أنها أعلى امرأة وأمريكية آسيوية مرتبة في تاريخ المناصب السياسية الأمريكية. مثّلت كاليفورنيا في مجلس الشيوخ الأمريكي من 2017 حتى 2021، وشغلت منصب المدعي العام في كاليفورنيا من 2011 حتى 2017. وهي عضو في الحزب الديمقراطي، وكانت مرشحة الحزب في الانتخابات الرئاسية الأمريكية 2024.
وُلدت هاريس في أوكلاند، كاليفورنيا، وتخرّجت من جامعة هوارد ومن جامعة كاليفورنيا، كلية هاستينغز للحقوق. بدأت مسيرتها القانونية في مكتب المدعي العام لمقاطعة ألاميدا. ثم انضمت إلى مكتب المدعي العام لمدينة سان فرانسيسكو، ولاحقًا إلى مكتب محامي المدينة في سان فرانسيسكو. انتُخبت مدعية عامة لسان فرانسيسكو عام 2003، ثم المدعي العام في كاليفورنيا عام 2010، وأُعيد انتخابها عام 2014.
شغلت هاريس منصب السيناتور الأمريكي عن كاليفورنيا من 2017 حتى 2021، بعد فوزها في الانتخابات الأمريكية لمجلس الشيوخ 2016 في كاليفورنيا. وكانت ثاني امرأة سوداء وأول أمريكية من أصل جنوب آسيوي تنتخب لعضوية مجلس الشيوخ الأمريكي. وخلال عملها كعضو في مجلس الشيوخ، دعت إلى تشديد قوانين الأسلحة النارية، ودعمت قانون الحلم، وتقنين القنب على المستوى الفيدرالي، بالإضافة إلى إصلاحات في الرعاية الصحية والضرائب. اكتسبت شهرة وطنية من خلال أسئلتها الحادة للمسؤولين في إدارة دونالد ترامب الأولى أثناء جلسات الاستماع في مجلس الشيوخ، بما في ذلك استجوابها للمرشح الثاني للمحكمة العليا بريت كافانو.
سعت هاريس للحصول على ترشيح الحزب الديمقراطي للانتخابات الرئاسية الأمريكية 2020 في عام 2019، لكنها انسحبت قبل بدء الانتخابات التمهيدية. اختارها جو بايدن لتكون مرشحته لمنصب نائب الرئيس، وقد هزم الثنائي بايدن وهاريس الرئيس دونالد ترامب ونائبه مايك بنس في الانتخابات الرئاسية الأمريكية 2020. ومع بدء ولايتها كنائب رئيس، كانت ترأس مجلس الشيوخ الأمريكي المنقسم بالتساوي. وقد صوتت 33 مرة لكسر التعادل، وهو أعلى رقم يسجله أي نائب رئيس في التاريخ، بما في ذلك تصويتها لتمرير خطة الإنقاذ الأمريكية 2021 وقانون خفض التضخم.
في يوليو 2024، وبعد انسحاب بايدن من الانتخابات الرئاسية الأمريكية 2024، أطلقت هاريس حملتها الانتخابية بدعم من بايدن. أصبحت لاحقًا مرشحة الحزب الرسميّة واختارت تيم والز، حاكم مينيسوتا، ليكون شريكها في الترشح. لكنها خسرت الانتخابات في النهاية لصالح مرشحي الحزب الجمهوري، الرئيس السابق دونالد ترمب والسيناتور عن أوهايو جيه دي فانس.

## حياتها المبكرة والتعليم
كانت والدتها (شيامالا غوبالان) عالمة تاميلية هندية متخصصة بسرطان الثدي، هاجرت إلى الولايات المتحدة من مدينة مدراس بولاية تاميل نادو الهندية عام 1960 بهدف الحصول على درجة الدكتوراه في علم الغدد الصماء من جامعة كاليفورنيا في بركلي. أما والدها، دونالد هاريس، فهو أستاذ في علوم الاقتصاد في جامعة ستانفورد هاجر من جامايكا في عام 1961 بهدف إكمال دراساته العليا في الاقتصاد في جامعة كاليفورنيا في بركلي. لكامالا شقيقة واحد فقط تصغرها بالعمر، واسمها مايا هاريس. اختارت الوالدة أن تمنح كلتا طفلتيها أسماء سنسكريتية مستمدة من الأساطير الهندوسية بهدف الحفاظ على هويتهما الثقافية، كامالا أيضًا سليلة أحد ملّاك الرقيق الجامايكيين.
تصنف كامالا على أنها هندية ومن أصحاب البشرة السوداء، لكنها ترى نفسها أمريكية بالدرجة الأولى. نشأت هاريس في مدينة بركلي بولاية كاليفورنيا الأمريكية، واعتادت، منذ صغرها، على ارتياد كنيسة السود المعمدانية، حيث غنت مع أختها في جوقتها الموسيقية، واعتادت أيضًا على ارتياد أحد المعابد الهندوسية.
كانت والدة هاريس من طبقة البراهمة العليا في الهندوسية، وتعود أصولها إلى حي بيسانت ناجار في مدينة مدراس بولاية تاميل نادو الهندية، ويمكن أن تعود بنسلها إلى عائلة الغوبالان لأكثر من ألف عام. وُصفت شيامالا بأنها «ناشطة نسوية تعتبر النساء اللاتي كنّ يعملن في غسل ثيابها ضحايا للعنف المنزلي». اعتادت هاريس، في فترة طفولتها، على زيارة أفراد أسرتها الموسعة في مدينة مدراس، وكانت مقربة جدًا من جدها لأمها «بي في غوبالان» الذي كان دبلوماسيًا هنديًا.
بدأت هاريس بارتياد روضة للأطفال خلال السنة الثانية من تطبيق برنامج مدارس بركلي لإلغاء الفصل العنصري في الحافلات المدرسية، والذي اعتمد على الاستخدام المكثف للحافلات، في محاولة لتحقيق التوازن العرقي في المدارس العامة في المدينة، كانت نسبة الركاب البيض في الباص الذي كان يقلها إلى مدرستها، قبل عامين من دخولها للروضة، 95%.
انفصل والدا هاريس عندما كانت في السابعة من عمرها، ومُنحت الأم شيمالا حضانة الطفلتين. ذكرت هاريس أنّه لم يكن من المسموح لأطفال الجيران أن يلعبوا معها ومع شقيقتها، عندما كنّ يزرن والدهنّ في عطلة نهاية الأسبوع، لأنهنّ من أصحاب البشرة السوداء.
انتقلت هاريس، عندما بلغت الثانية عشر من عمرها، مع شقيقتها مايا ووالدتها إلى مدينة مونتريال الواقعة في مقاطعة كيبك الكندية، حيث عملت -فيما بعد- بوظيفة بحثية في المستشفى اليهودي العام، إضافة إلى عملها بالتدريس في جامعة ماكجيل. كانت هاريس تتمتع بشعبية كبيرة في مدرسة ويستماونت الثانوية في مدينة ويستماونت في مقاطعة كيبك. شاركت هاريس -في فترة مراهقتها- في تأسيس فرقة راقصة صغيرة تتكون من ستة راقصين، وأدت معها عددًا من العروض الراقصة في المراكز المجتمعية وفي الجمعيات الخيرية.
تخرجت هاريس من المدرسة الثانوية في عام 1981. التحقت بعدها بجامعة هوارد في واشنطن، باختصاص الاقتصاد والعلوم السياسية، انتُخبت لعضوية مجلس طلاب الفنون الليبرالية، فشاركت في محادثات الفريق، ونظمت برامج توجيه الشباب المحلي، وتظاهرت ضد الفصل العنصري، وانضمت إلى منظمة ألفا كابا ألفا.
عادت هاريس بعد ذلك إلى كاليفورنيا، حيث حصلت في عام 1989 على درجة الدكتوراه في القانون من كلية هاستينغز للقانون في جامعة كاليفورنيا، وحصلت في عام 1990 على قبول في نقابة المحامين في ولاية كاليفورنيا. قررت هاريس، إيمانًا منها بحاجة العالم إلى «مدعين عامين أكثر وعيًا اجتماعيًا»، البحثَ عن وظيفة تمكنها من تطبيق القانون، لأنها أرادت أن تكون «موجودة على الطاولة حيث يتم اتخاذ القرارات».

## حياتها المهنية
في عام 1990، عُينت هاريس نائبة للمحامي العام في مقاطعة ألاميدا، في ولاية كاليفورنيا الأمريكية، حيث لوحظ بأنها «مدعٍ عام صاعد». تخصصت في محاكمات الاعتداء الجنسي على الأطفال، بعد أن لاحظت صعوبة العمل على هذا النوع من القضايا بسبب ميل هيئة المحلفين إلى قبول كلام البالغين أكثر من قبولهم لكلام الأطفال.
«يعتبر حضور هاريس في قاعة المحكمة جيدًا، ومعدل ربح القضايا التي تعمل عليها مرتفع. إنها شخص جيد، وستكون قيمتها الاجتماعية في سان فرانسيسكو عالية.»--- توم أورلوف، المدعي العام لمقاطعة ألاميدا. 
عملت هاريس خلال هذه الفترة أيضًا بتدريس مهارات الدعوة السياسية في جامعتي ستانفورد، وسان فرانسيسكو. واعدت هاريس، بين عامي 1994 و 1995، رئيس جمعية ولاية كاليفورنيا حينها ويلي براون. بدأ براون بتقديم هاريس إلى شبكته السياسية، الأمر الذي زاد من ظهورها في الصحف المحلية وفي أعمدة المجتمع. كان براون، وفقًا لجاك ديفيس، مدير حملة براون الانتخابية لمنصب عمدة سان فرانسيسكو، «محبوبًا من قبل أفراد الطبقة ميسورة الحال.. وكانت هاريس خليلته، والتقت بهذه الطريقة جميع الأشخاص المهمين».
استقالت هاريس، في عام 1994، من منصبها في مقاطعة ألاميدا، إذ عينها براون في لجنة طعون التأمين ضد البطالة. يقُدر راتبها الذي كانت تتلقاه عن منصبها هذا بـ 100 ألف دولارٍ سنويًا، وعملت فيه لمدة ستة أشهر. ثمّ عين براون هاريس، أثناء فترة انعقاد دورة البطة العرجاء في الكونغرس الأمريكي، في هيئة كاليفورنيا للرعاية الطبية لمدة ثلاث سنوات. يُقال بأن اجتماعات اللجنة كانت تُغقد لمرة واحدة في الشهر فقط، وكان يُدفع لأعضائها أكثر من 70 ألف دولار سنويًا. تحدثت هاريس عن وظائف الرعاية هذه: «وُجدت فرص العمل هذه قبل ولادتي، لقد قمت بهذا العمل، سواء كنتَ موافق عليه أم لم تكن كذلك. عملت بجدّ لإبقاء مشفى سانت لوقا مفتوحًا. جلبت لهذه الوظائف مستوى جديدًا من المعرفة بالحياة ومن الحس السليم. أعني، في حال طُلب منك أن تكون في مجلس يعمل على تنظيم الرعاية الطبية، هل ستقول لا؟».
في عام 2010، فازت هاريس في انتخابات المدعي العام لكاليفورنيا، وأُعيد انتخابها لنفس المنصب مرة أخرى عام 2014 بفارق أصوات كبير عن باقي المرشحين. في 8 نوفمبر من عام 2016، هزمت هاريس لوريتا سانشيز في انتخابات مجلس الشيوخ لتخلف السيناتور باربرا بوكسر المنتتهية ولايتها، وأصبحت بذلك ثالث امرأة تشغل مقعد السيناتور الأمريكي عن ولاية كاليفورنيا، وأول سيناتور من أصول هندية أو جامايكية. دعمت هاريس، بعد حصولها على مقعد مجلس الشيوخ، الرعاية الصحية ذات الدفع الفردي، ومشروع إزالة القنب من الجدول الأول للمواد الخاضعة للرقابة، إضافة لدعمها لإيجاد سبل لمساعدة المهاجرين غير المسجلين للحصول على الجنسية، ولقانون تطوير ورعاية وتثقيف المهاجرين القُصّر (المعروف اختصارًا باللغة الانكليزية بـ (DREAM ACT))، ولحظر البنادق الهجومية، ولتخفيض الأعباء الضريبية عن الطبقتين العاملة والمتوسطة مقابل زيادتها على الشركات وعلى ما نسبته 1% من الأمريكيين الأكثر ثراءً.

## المدعي العام لولاية كاليفورنيا (2011-2017)

### حقوق مجتمع الميم

#### معارضة الاقتراح الثامن
أقر الناخبون في كاليفورنيا الاقتراح الثامن في عام 2008، وهو تعديل دستوري للولاية ينص على حصر الزواج الصحيح بين رجل وامرأة. طعن المعارضون هذا الاقتراح بعد الموافقة عليه بفترة وجيزة، ورفع زوجان مثليان دعوى قضائية ضد المبادرة في المحكمة الفيدرالية في قضية بيري ضد شوارزنيغر (التي عُرِفت لاحقًا باسم هولينغسورث ضد بيري). تعهد المدعي العام لولاية كاليفورنيا جيري براون وهاريس بعدم الدفاع عن الاقتراح الثامن في حملتهما لعام 2010.
حظر الدفاع عند الذعر من المثليين ومغايري النوع الاجتماعي
شاركت المدعية العامة كامالا هاريس في عام 2014 في رعاية تشريع لحظر الدفاع عند الذعر من المثليين والمغايرين في المحكمة؛ والذي أُقَرّ وأصبحت كاليفورنيا أول ولاية تملك مثل هذا التشريع. يهدف تشريع مثل هذا إلى التعامل مع جرائم الكراهية.

## انتخابات عام 2020 الرئاسية

### حملة الانتخابات الرئاسية
اعتُبِرت هاريس من كبار المنافسين والمرشحين الأوفر حظًا في الانتخابات الرئاسية التمهيدية للحزب الديمقراطي لعام 2020. نُقل عنها في يونيو عام 2018 قولها بإنها «لا تستبعد ذلك». أُعلن في يوليو عام 2018 أنها ستنشر مذكرة كإشارة إلى احتمال خوضها للانتخابات. أعلنت هاريس رسميًا في 21 يناير عام 2019 ترشحها لمنصب رئيس الولايات المتحدة في الانتخابات الرئاسية الأمريكية لعام 2020. سجلت هاريس خلال 24 ساعة من إعلانها ذلك رقمًا قياسيًا سجله بيرني ساندرز في عام 2016 لأكبر مبلغ من مبالغ التبرعات التي جُمِعت في اليوم التالي من إعلان ترشيحها. حضر أكثر من عشرين ألف شخص حفل إطلاق حملتها الرسمي في مسقط رأسها أوكلاند في كاليفورنيا في 27 يناير، وذلك وفقًا لتقديرات الشرطة.
وبخت هاريس، خلال المناظرة الرئاسية الديمقراطية الأولى في يونيو عام 2019، نائب الرئيس السابق جو بايدن بسبب تصريحاته «المؤذية» التي أدلى بها، وتحدثت باعتزاز عن أعضاء مجلس الشيوخ الذين عارضوا جهود الاندماج في عقد السبعينيات من القرن العشرين، وعمله معهم لمعارضة النقل المدرسي الإلزامي. ارتفع دعم هاريس بما يتراوح بين ست إلى تسع نقاط في استطلاعات الرأي بعد هذا النقاش. واجه بايدن وعضو الكونغرس تولسي جابرد هاريس في المناظرة الثانية في أغسطس بشأن سجلها كمدعية عامة.
قيّمت صحيفة سان خوسيه ميركوري نيوز أن بعض اتهامات جابرد وبايدن كانت في محلها، مثل منع اختبار الحمض النووي لنزيل محكوم عليه بالإعدام، وذلك في الوقت الذي لم يُدقق به على الاتهامات الأخرى. وُضِعت هاريس في استطلاعات الرأي بعد هذا النقاش مباشرة. انخفضت أعداد استطلاعات الرأي الخاصة بها إلى أقل من 10% خلال الأشهر القليلة التالية. واجهت هاريس انتقادات من الإصلاحيين بسبب سياسات صارمة ضد الجريمة اتبعتها عندما كانت مدعية عامة في كاليفورنيا؛ وذلك في الوقت الذي تزايد به قلق الليبراليون بشأن تجاوزات نظام العدالة الجنائية؛ فعلى سبيل المثال، قرارها في عام 2014 بالدفاع في المحكمة عن عقوبة الإعدام في كاليفورنيا.
تشكلت قبل وخلال حملتها الرئاسية منظمة غير رسمية عبر الإنترنت تستخدم هاشتاغ كيه-هايف لدعم ترشيحها والدفاع عنها من الهجمات العنصرية والمميزة على أساس الجنس. تقول صحيفة ذا ديلي دوت أن جوي ريد هي أول من استخدم هذا المصطلح في أغسطس عام 2017 في تغريدة تقول بها «عقدت أنا والدكتور جايسون جونسون وزيرلينا ماكسويل اجتماعًا وقررت تسميته كيه-هايف».
انسحبت هاريس في 3 ديسمبر عام 2019 من ترشيحها لانتخابات الحزب الديمقراطي الرئاسية لعام 2020، وأشارت بذلك إلى نقص الأموال. أيدت هاريس جو بايدن لاستلام منصب الرئيس في مارس عام 2020.

### حملة نائب الرئيس
أيد أعضاء بارزون في الكتلة السوداء بالكونغرس فكرة قائمة بايدن-هاريس في مايو عام 2019. حقق بايدن فوزًا ساحقًا في الانتخابات التمهيدية للديمقراطيين في ساوث كارولينا لعام 2020 في أواخر شهر فبراير بتأييد مراقب مجلس النواب جيم كلايبورن، وذلك مع المزيد من الانتصارات في يوم الثلاثاء الكبير. اقترح كلايبورن على بايدن في أوائل شهر مارس اختيار امرأة سوداء لتكون نائبة له؛ وعلق قائلاً: «يجب مكافأة النساء الأمريكيات من أصول أفريقية على ولائهن». إلتزم بايدن في مارس باختيار امرأة لتشغل منصب نائبته.
ردت هاريس في 17 أبريل عام 2020 على تكهنات وسائل الإعلام، وقالت إنه «من الشرف لها» أن تكون نائبة بايدن في الانتخابات. واجه بايدن دعوات متجددة لاختيار امرأة سوداء لتكون نائبته في الانتخابات، وذلك في أواخر مايو بعد وفاة جورج فلويد وما أعقب ذلك من احتجاجات ومظاهرات، فسلط ذلك الضوء على أوراق اعتماد هاريس وفال ديمينغز لتطبيق القانون.
ذكرت صحيفة نيويورك تايمز في 12 يونيو ظهور هاريس لتكون المرشحة الأولى لبايدن، وذلك لأنها المرأة الأمريكية الأفريقية الوحيدة التي تتمتع بالخبرة السياسية المثالية لنواب الرئيس. ذكرت شبكة سي إن إن في 26 يونيو أن أكثر من عشرة أشخاص مقربين من عملية بحث بايدن يعتبرون هاريس أحد المنافسين الأربعة الأوائل له، وذلك إلى جانب إليزابيث وارن وفال ديمينغز وكيشا لانس بوتومز.
أعلن بايدن اختياره لهاريس في 11 أغسطس عام 2020، وهي أول أمريكية من أصل أفريقي، وأول أمريكية هندية، وثالث امرأة بعد جيرالدين فيرارو وسارة بالين يُخترن كمرشحات لمنصب نائب الرئيس من قائمة حزب كبير.

### الفوز بالإنتخابات
اعلن عن فوز الرئيس الأمريكي جو بايدن في السابع من نوفمبر عام 2020، وبذلك تكون هاريس هي أول امرأة من أصول عرقية ملونة نائبا لرئيس أمريكا

## حملة انتخابات عام 2024 الرئاسية
في 21 يوليو 2024، علق الرئيس الحالي والمرشح الديمقراطي المفترض جو بايدن حملته لإعادة انتخابه في عام 2024 مع هاريس وأيدها كمرشحة ديمقراطية للرئاسة. حصل هاريس أيضًا على تأييد من بيل وهيلاري كلينتون، وتجمع السود في الكونجرس، وغيرهم الكثير. وفي حالة انتخابها، ستصبح هاريس أول امرأة وأول رئيسة أمريكية آسيوية للولايات المتحدة، وثاني رئيس أمريكي من أصل أفريقي بعد باراك أوباما. في 22 يوليو 2024، حصلت هاريس على عدد كافٍ من المندوبين غير الملزمين للترشح للرئاسة. وفي 6 أغسطس 2024 أعلنت اللجنة الوطنية للحزب الديمقراطي النتائج النهائية لعملية التصويت بفوز كامالا هاريس رسمياً بترشيح الحزب الديمقراطي لخوض الانتخابات الرئاسية الأميركية المقبلة.

## الحياة الشخصية
هاريس متزوجة من المحامي دوغلاس إمهوف منذ 22 أغسطس 2014، والذي كان في وقت من الأوقات شريكًا في مكتب "Venable LLP" في لوس أنجلوس، في سانتا باربارا، كاليفورنيا. هاريس هي زوجة أب لطفلي إمهوف من زواجه السابق من المنتجة السينمائية كرستين إمهوف.
بلغت قيمة ثروة هاريس وزوجها 5.8 مليون دولار منذ أغسطس 2019.
هاريس مسيحية معمدانية، عضو في الكنيسة المعمدانية الثالثة في سان فرانسيسكو، وهي جماعة من الكنائس المعمدانية الأمريكية في الولايات المتحدة الأمريكية. هاريس مواطنة أمريكية متعددة الأعراق فأبوها جامايكي من أصل أفريقي ووالدتها هندية.
مايا هاريس، شقيقة هاريس، محامية ومحللة سياسية في إم إس إن بي سي. صهرها، توني ويست، هو المستشار العام لشركة أوبر ومسؤول كبير سابق في وزارة العدل الأمريكية. ابنة أختها، مينا هاري، هي مؤسسة حملة العمل النسائي الهائل والرئيسة السابقة للاستراتيجية والقيادة في أوبر.

## السلامة العامة

### مكافحة التغيب عن المدرسة
في عام 2011، حثت هاريس على فرض عقوبات جنائية على آباء الأطفال المتغيبين، كما فعلت عندما كانت المدعي العام لمقاطعة سان فرانسيسكو، وسمحت للمحكمة بإرجاء الحكم إذا وافق الوالدين على مهلة مؤقتة يحاولون خلالها إعادة طفلهم إلى المدرسة. اتهم النقاد سياسة هاريس والمدعين المحليين، الذين نفذوا توجيهاتها بحماسة مفرطة، بتأثيرهم سلبًا على العائلات المعنية. في عام 2013، أصدرت هاريس تقريرًا بعنوان: «في المدرسة وعلى المسارالصحيح». كشف تقريرها عن غياب أكثر من 250 ألف طالب في المرحلة الابتدائية في الولاية بشكل متكرر، ووجد أن معدل التغيب عن المدرسة على مستوى الولاية لطلاب المرحلة الابتدائية، في العام الدراسي 2012-2013، كان 30% تقريبًا، ما كلف المؤسسات التعليمية نحو 1.4 مليار دولار أمريكي، بسبب اعتماد التمويل على معدلات الحضور.

### حماية البيئة
أعطت هاريس الأولوية لحماية البيئة بصفتها المدعي العام، فقد حصلت أولًا على تسوية بقيمة 44 مليون دولار لإصلاح جميع الأضرار المرتبطة بحادثة تسريب كوسكو بوسان النفطي، حيث اصطدمت سفينة صهاريج بجسر سان فرانسيسكو- أوكلاند، وسكبت 50000 غالون من زيت الوقود في خليج سان فرانسيسكو. قامت هاريس بجولة في الساحل ووجهت موارد مكتبها ومحاميها للتحقيق في الانتهاكات الجنائية المحتملة في أعقاب تسرب ريفيوجيو النفطي، الذي حدث عام 2015 مخلفًا نحو 140 ألف غالون من النفط الخام قبالة سواحل سانتا باربرا في كاليفورنيا. بعد ذلك، وجهت لائحة اتهام ضد شركة بلاينز أول أمريكان بيبلاينز ضمت 46 تهمة جنائية تتعلق بالتسريب، واتهمت أحد الموظفين بثلاث تهم جنائية. في عام 2019، أصدرت هيئة المحلفين في سانتا باربرا حكمًا قضت فيه بأن بلاينز مذنبة لفشلها في صيانة خط الأنابيب الخاص بها على نحو صحيح، إضافةً لثماني تهم جنائية أخرى. وفي النهاية، حكم عليهم بدفع أكثر من ثلاثة ملايين دولار على شكل غرامات وضرائب.
بين 2015 و2016، توصلت هاريس لتسويات بملايين الدولارات مع شركات الوقود التالية: شيفرون وبي بي وآركو و فيليبس 66 وكونكو فيليبس، لحل الادعاءات التي اتهمتهم بعدم المراقبة الصحيحة لصهاريج تخزين وقود السيارات؛ حيث تقوم الشركات بتخزينه تحت الأرض تحضيرًا لبيعه بالتجزئة لمحطات الوقود العديدة في كاليفورنيا. في صيف عام 2016، وافقت شركة فولكس فاجن لصناعة السيارات على دفع ما يصل إلى 14.7 مليار دولار، لتسوية مجموعة من الادعاءات المتعلقة بأجهزة الإبطال المستخدمة لخداع معايير الانبعاثات السامة من سياراتها المعتمدة على الديزل، والتي تسمح لها بإطلاق ما يصل إلى أربعين ضعف من المستويات المسموح بها من أكسيد النيتروجين الضار. بموجب قانون الولاية والقانون الفيدرالي، أعلنت هاريس ورئيسة مجلس موارد الطيران في كاليفورنيا، ماري دولوريس نيكولز، أن كاليفورنيا ستتلقى 1.18 مليار دولار بالإضافة إلى 86 مليون دولار أخرى من الغرامات المدنية.

## وصلات خارجية
- كامالا هاريس على موقع IMDb (الإنجليزية)
- كامالا هاريس على موقع ميتاكريتيك (الإنجليزية)
- كامالا هاريس على موقع الموسوعة البريطانية (الإنجليزية)
- كامالا هاريس على موقع روتن توميتوز (الإنجليزية)
- كامالا هاريس على موقع مونزينجر (الألمانية)
- كامالا هاريس على موقع ميوزك برينز (الإنجليزية)
- كامالا هاريس على موقع رولينغ ستون (الإنجليزية)
- كامالا هاريس على موقع أول موفي (الإنجليزية)
- كامالا هاريس على موقع إن إن دي بي (الإنجليزية)
- كامالا هاريس على موقع قاعدة بيانات الفيلم (الإنجليزية)